# Carl Goßler
Carl Heinrich Goßler (ur. 17 kwietnia 1885 w Hamburgu, zm. 9 września 1914 w Maurupt-le-Montois) – niemiecki wojskowy i wioślarz, złoty medalista olimpijski.
Wystąpił na igrzyskach olimpijskich w Paryżu w 1900, gdzie niemiecka osada Germania Ruder Club w składzie: Gustav Goßler, Oscar Goßler, Walther Katzenstein, Waldemar Tietgens i Carl Goßler (sternik) zdobyła złoty medal w czwórkach ze sternikiem (Finał B). Srebrnych medalistów, Holendrów z klubu Minerva Amsterdam, Niemcy wyprzedzili o 4 sekundy. Był to jego jedyny start olimpijski
Był zawodowym żołnierzem, służył w 116 Pułku Piechoty im. Cesarza Wilhelma w stopniu oberleutnanta. Walczył w I wojnie światowej, zginął na froncie zachodnim 9 września 1914 roku.
Jego bracia: Oscar i Gustav także byli wioślarzami.